# Bulinus crystallinus
Bulinus crystallinus је пуж из реда Hygrophila и фамилије Planorbidae. 

## Угроженост
Ова врста је на нижем степену опасности од изумирања, и сматра се скоро угроженим таксоном.

## Распрострањење
Врста има станиште у Анголи и Габону.

## Станиште
Станиште врсте су слатководна подручја. 